# Dicranota diprion
Dicranota diprion är en tvåvingeart som beskrevs av Alexander 1964. Dicranota diprion ingår i släktet Dicranota och familjen hårögonharkrankar. Inga underarter finns listade i Catalogue of Life.